# Филоново (Омская область)
Филоново — упразднённая деревня в Полтавском районе Омской области России. Входила в состав Еремеевского сельского поселения. Официально исключена из учётных данных административно-территориального деления в 1999 г. Но по данным на 1991 г. деревня в списках населённых мест района уже не значилась.

## География
Располагалась на юге районе, в полуанклаве на границе с Республикой Казахстан, в 12 км к юго-востоку от села Еремеевка.

## История
Основана в 1909 году. В 1928 году состояла из 109 хозяйств; в деревне имелись школа 1-й ступени и лавка общества потребителей. В административном отношении являлась центром Филоновского сельсовета Полтавского района Омского округа Сибирского края. С 1925 по 1929 г. районный центр Уральского района.

## Население
По переписи 1926 г. в деревне проживало 678 человек (327 мужчин и 351 женщина), основное население — украинцы